# Əsgəran
Əsgəran (orm. Ասկերան, Askeran) – miasto w rejonie Xocalı w Azerbejdżanie, do 2023 stolica rejonu Askeran nieuznawanego państwa Republika Górskiego Karabachu. 
Miejscowość położona jest 14 km na północny wschód od Stepanakertu, na lewym brzegu rzeki Karkarr (Qarqarçay).
Miejscowość wchodziła w skład Imperium Rosyjskiego, a w czasach radzieckich była częścią Nagorno-Karabachskiego Obwodu Autonomicznego.
Pod koniec 2010 władze Republiki Górskiego Karabachu zdecydowały, że do miasta Askeran zostanie przyłączone, jako jedna z jej dzielnic, dawne miasto Aghdam, które zostało przemianowane na Akna.

## Klimat
Klimat w tym obszarze jest łagodny, umiarkowanie ciepły. Klasyfikacja klimatu Köppena-Geigera Cfa. Na tym obszarze średnia temperatura wynosi 13,0 °C. W ciągu roku średnie opady wynoszą 442 mm. Askeran jest miastem ze znaczącymi opadami deszczu. Nawet podczas najsuchszych miesięcy występuje tam sporo opadów. Najsuchszym miesiącem jest styczeń z opadami na poziomie 17 mm. W maju opady osiągają wartość szczytową ze średnią 77 mm. Różnica w opadach pomiędzy najsuchszym a najbardziej mokrym miesiącem wynosi 60 mm. Najcieplejszym miesiącem w roku jest lipiec ze średnią temperaturą 24,8 °C, z kolei najzimniejszym miesiącem jest styczeń ze średnią temperaturą 1,8 °C. Wahania roczne temperatur wynoszą 23,0 °C.

## Galeria

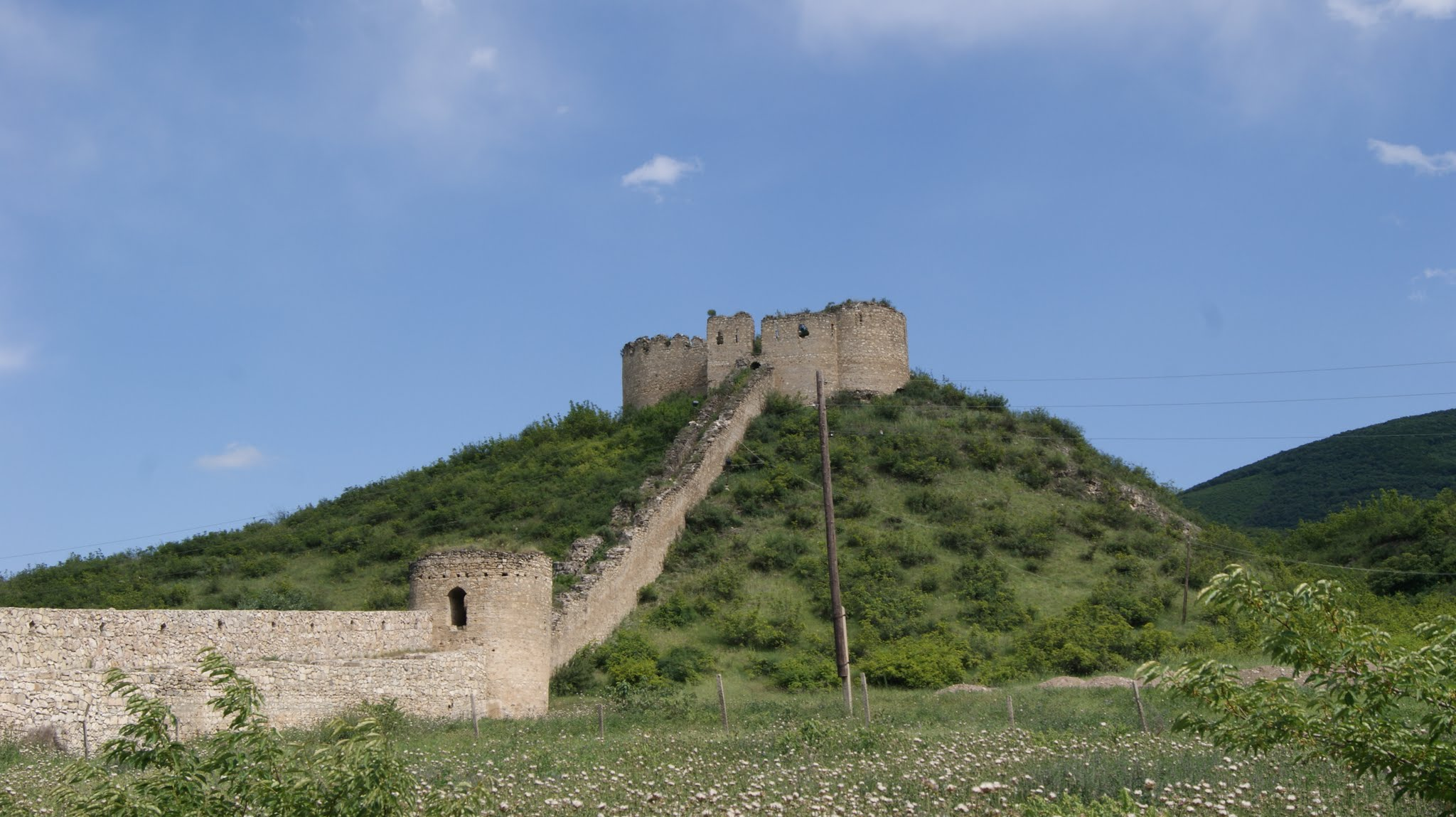
Twierdza
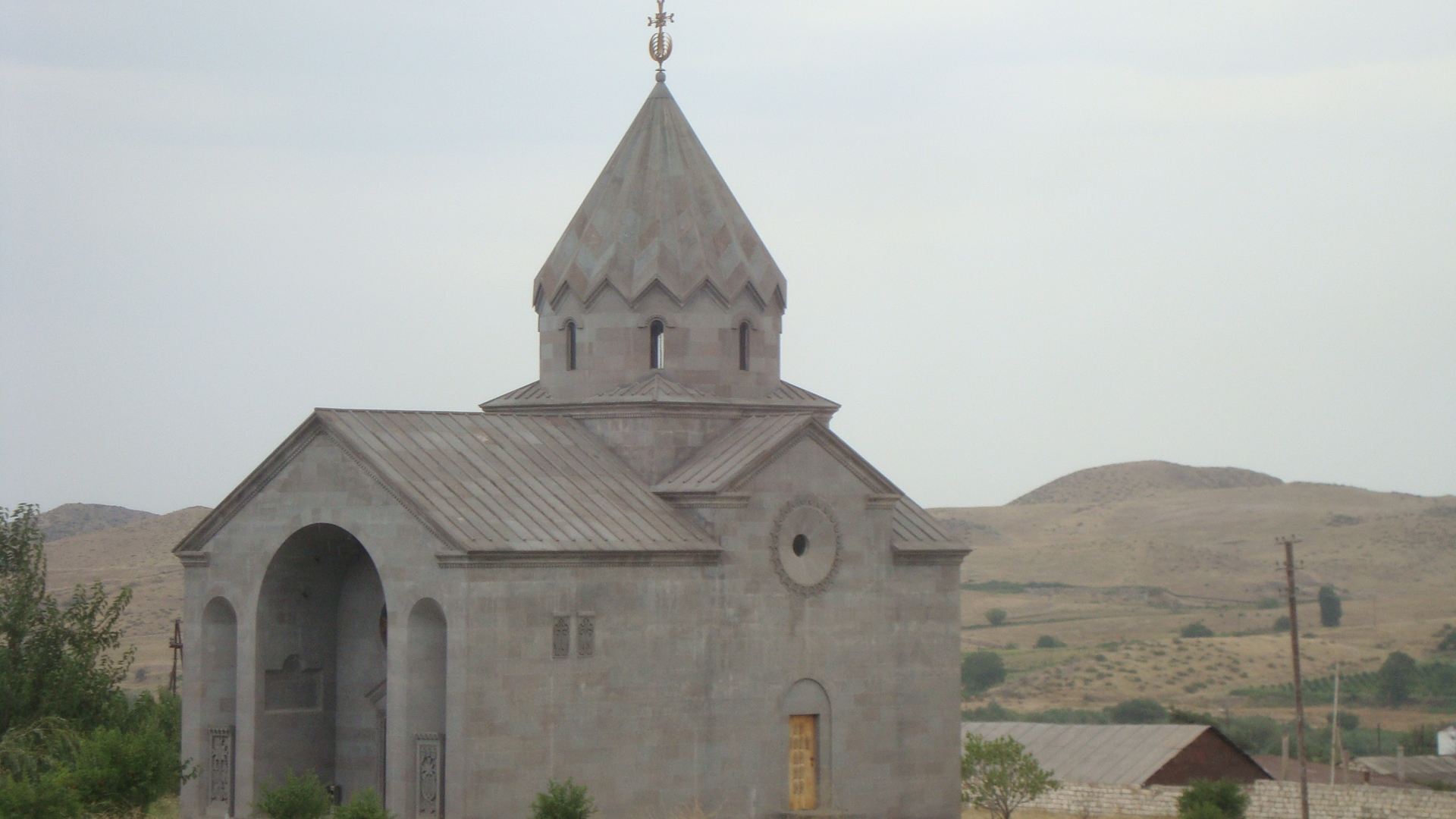
Kościół
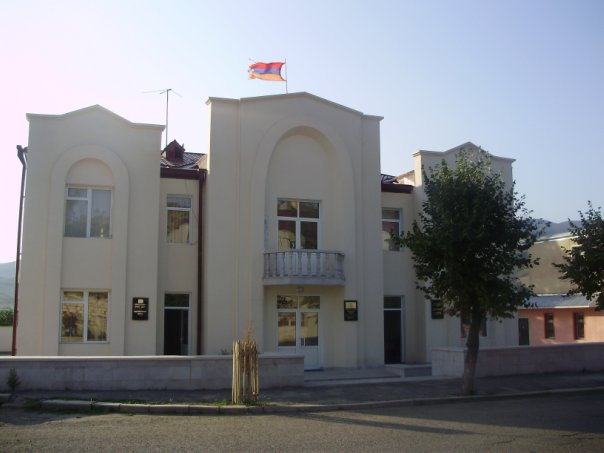
Sąd
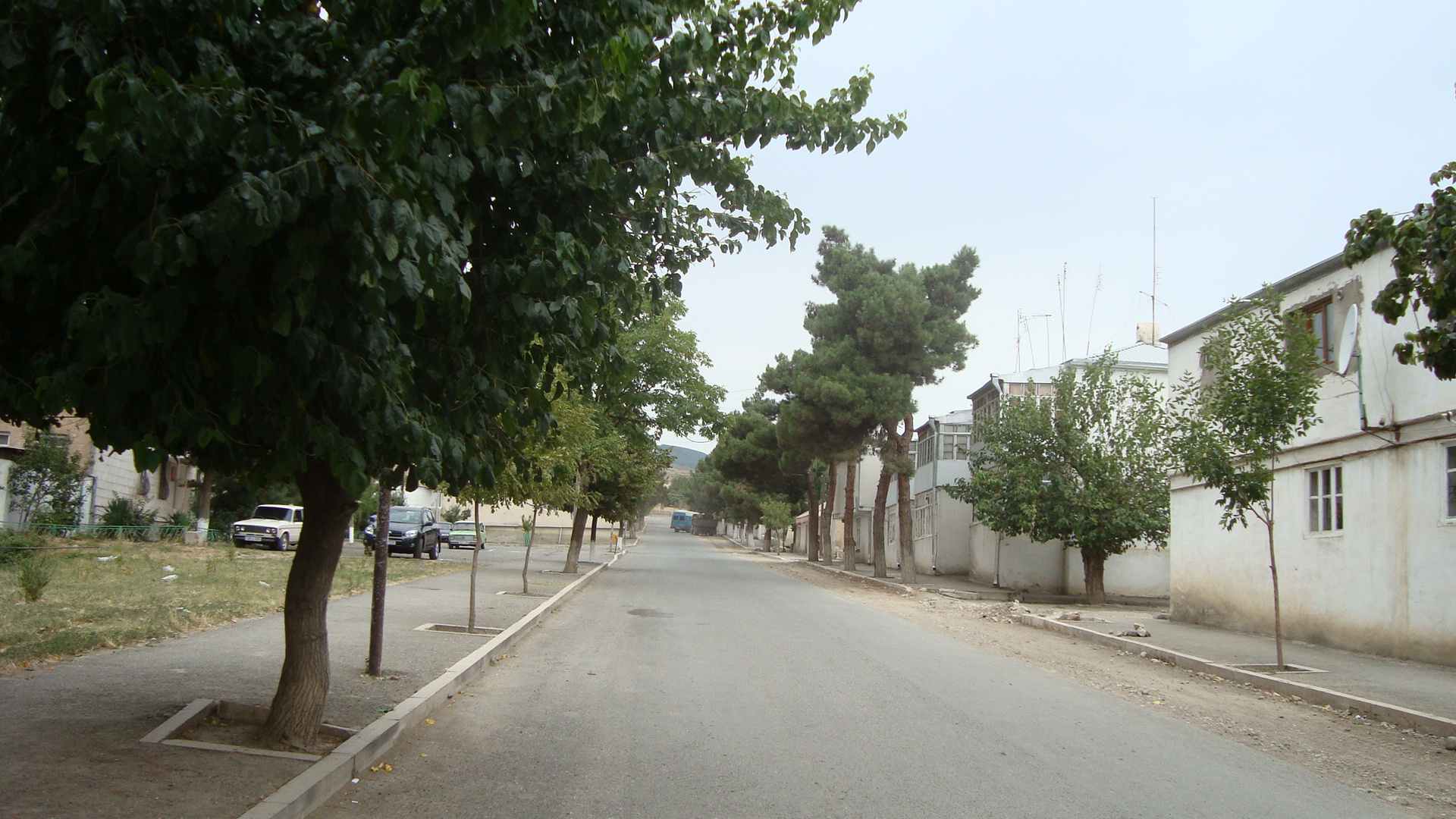
Ulica